# گرادارا
گرادارا (به ایتالیایی: Gradara) یک منطقهٔ مسکونی در ایتالیا است که در استان پزارو و اوربینو واقع شده‌است.

## خصوصیات
گرادارا ۱۷ کیلومترمربع مساحت و ۳٬۳۶۱ نفر جمعیت دارد و ۱۴۲ متر بالاتر از سطح دریا واقع شده‌است.